# Alberto S. Taylor
Dr. Alberto S. Taylor B. (1932-) es un botánico panameño.
Se licenció en Biología y Química en la Universidad de Panamá en 1957 y obtuvo una maestría en Botánica sobre citogenética del maíz en la Universidad de Indiana en los Estados Unidos para luego realizar su doctorado en morfología vegetal comparada. Fue también profesor de la Universidad de Panamá  trabajó académicamente en el "Departamento de Botánica", de la "Facultad de ciencias". En el 2014 recibió la distinción de profesor emérito por parte de la Universidad de Panamá.

## Algunas publicaciones
- 1966. Estudios sobre Polen de Phaseolus. Turrialba 16 (1):7-14
- 1964. Cacao. Volúmenes 9-12. Ed. Inter-American Institute of Agricultural Sci. En línea

### Libros
- 1976. Las leguminosas papilionáceas herbáceas y arbustivas de Panamá. Serie Monografías. Ed. Universitaria, Sección: Ciencia. 139 pp.

- La abreviatura «A.S.Taylor» se emplea para indicar a Alberto S. Taylor como autoridad en la descripción y clasificación científica de los vegetales.[2]